# Bílá garda (Finsko)

Znak Bílé gardy

Vlajka užívaná Bílou gardou

Bílá garda nebo Civilní garda (finsky: Suojeluskunta; švédsky: Skyddskår) byla dobrovolnická milice, která se postavila komunistickým milicím (Rudým gardám) ve finské občanské válce v roce 1918 a porazila je. Na počátku občanské války měla Bílá garda okolo 40 tisíc bojovníků, na jejím konci již 70 tisíc.
Politicky motivované milice vznikly ve Finsku po ruské revoluci v roce 1905 (Finsko bylo tehdy součástí Ruského impéria). Již tehdy došlo k rozštěpení na nacionálně orientovanou pravici a socialisticky orientovanou levici. Ruská bolševická revoluce v roce 1917 vedla v prosinci 1917 k vyhlášení nezávislosti Finska. 27. ledna 1918 nařídila finská vláda odzbrojení všech zbývajících ruských posádek a využila k tomu pravicovou milici Bílá garda. Rudé gardy v ten moment vyhlásily revoluci, a tím začala finská občanská válka, v níž Bílá garda bojovala za nezávislé a nekomunistické Finsko, zatímco Rudá garda za bolševický stát a připojení k Sovětskému Rusku. Pravici podporovalo Německo a mnoho příslušníků bílých gard bylo naverbováno či vycvičeno právě tam. Levice měla naopak podporu ruských bolševiků, ačkoli jejich vůdce Vladimir Lenin nezávislost Finska krátce před vypuknutím občanské války uznal. Bílá garda tvořila rozhodující jádro všech bílých armádních sil, jimž velel generál Gustaf Mannerheim.
Po občanské válce, v níž bílí zvítězili, byly založeny regulérní Finské obranné síly. V letech 1919–1934 byla Bílá garda jejich autonomní součástí, byť v záloze. V roce 1921 došlo k první konfliktu bílé gardy s vládou (aféra známá ve Finsku jako Suojeluskuntaselkkaus), ale byl zažehnán. Pozici gardy oslabilo až to, že se část jejích členů zapojila do neúspěšného pokusu o státní převrat v roce 1932 (povstání Mäntsälä vedené hnutím Lapua). Většina gardistů zůstala věrná vládě, přesto v roce 1934 byl autonomní status gardě odebrán a všichni její členové se museli podřídit velení a struktuře pravidelné armády. Garda pak fungovala dále jen jako dobrovolnické sdružení cvičící zájemce civilní obranu.
Bílí gardisté sloužili během druhé světové války v pravidelné armádě. Garda byla definitivně rozpuštěna podle podmínek Finsko-sovětské mírové smlouvy z roku 1947 jakožto "fašistoidní organizace".
Podobné milice působily v Estonsku, Lotyšsku a Litvě, tedy v zemích, které stejně jako Finsko byly až do roku 1917 součástí carského Ruska a odmítly nadále strpět jak ruskou nadvládu, tak komunistický režim, který byl v Rusku nastolen. Někdy bývají tyto milice dávány do souvislosti i s Freikorpsem založeným v Německu po jeho porážce v první světové válce, ale zde již lze nalézt řadu rozdílů, zejména v ideologické základně, podobně jako u ruských bělogvardějců, s nimiž pojí finskou Bílou gardu spíše jen název a antikomunismus.
Bílá garda byla známa svými šedými uniformami a symbolem s velkým S, který odkazoval k finskému názvu Suojeluskunta.